# Kleiner Rachel
Le Kleiner Rachel est une montagne culminant à 1 399 mètres d'altitude dans la forêt de Bavière, contrefort de la forêt de Bohême. Avec le Großer Rachel, à 900 m au nord-ouest, il forme le mont Rachel.

## Géographie
Il est le troisième sommet le plus élevé de la forêt de Bavière après le Großer Arber et le Großer Rachel.
Sur les rochers, juste en dessous du point le plus élevé, se trouve une croix sommitale avec un livre de prières. On peut admirer la vue sur Zwiesel, le Großer Arber, le Großer Falkenstein et le barrage de Frauenau.

## Ascension
Le Kleiner Rachel est uniquement accessible à pied par divers sentiers de randonnée, par exemple depuis Oberfrauenau, depuis la gare de Klingenbrunn ou depuis le Großer Rachel. Cependant, le chemin menant à la croix sommitale n'est pas marqué. En outre, il n'est accessible, conformément à l'ordonnance en vigueur sur les parcs nationaux, que du 15 juillet au 15 novembre.